# Une saison italienne
Pour plus de détails, voir Fiche technique et Distribution.
Une saison italienne (Noi tre) est un film italien réalisé par Pupi Avati, sorti en 1984.

## Synopsis
En 1770, le jeune Mozart a 14 ans et fait un voyage à Bologne pour passer un examen à l'Accademia Filarmonica di Bologna. Il est accompagné par son père Leopold et hébergé  par le comte Pallavicini. Mozart s’intéresse à tout ce qui l'entoure et finit par tomber amoureux d'une jeune fille habitant dans le voisinage. Cependant, cette liberté dure peu, l'examen arrive bientôt et, en cas de résultat positif, Mozart reprendra son voyage.

## Fiche technique
- Titre original : Noi tre
- Titre français : Une saison italienne
- Réalisation : Pupi Avati
- Scénario : Pupi Avati et Antonio Avati
- Photographie : Pasquale Rachini
- Montage : Amedeo Salfa
- Musique : Riz Ortolani
- Pays d'origine : Italie
- Genre : biographie
- Date de sortie : 1984

## Distribution
- Cristopher Davidson : Wolfgang "Amadè" Mozart
- Lino Capolicchio : Leopold Mozart
- Gianni Cavina : le cousin
- Carlo Delle Piane : Conte Pallavicini
- Ida Di Benedetto : Maria Caterina Pallavicini
- Guido Pizzirani : Padre Martini